# Jackie Stewart
John Young Stewart, mer känd som Jackie Stewart, The Flying Scot, född 11 juni 1939 i Milton i Skottland, är en brittisk racerförare. Han är yngre bror till racerföraren Jimmy Stewart.

## Racingkarriär
Stewart blev världsmästare i formel 1 tre gånger i slutet av 1960-talet och början av 1970-talet i Tyrrell. Han startade formel 1-stallet Stewart Grand Prix 1997.
Stewart blev för sina insatser invald i International Motorsports Hall of Fame 1990. Han var och är en hängiven och respekterad förespråkare för bättre säkerhet för formel 1 förarna och drog sig inte för att öppet kritisera olika säkerhetsbrister inför tävlingsledare, stallchefer och banchefer. Stewart framförde ofta åsikter om brister i till exempel banor, start och tävlingsprocedurer samt krävde olika förändringar för att förbättra säkerheten. Han gick i täten som företrädare för formel 1-förarna under en tid då bilarna blev allt snabbare men säkerheten inte hängde med och under en tid då en eller flera formel 1-förare omkom i olyckor varje år. Stewart bidrog till införandet av flamsäkra overaller, godkända hjälmar och sexpunktsbälten samt för införande av skyddsräcken och skyddsvallar så att en avkörning innebar minskad risk för skador. Han arbetade även aktivt för bättre rutiner och resurser för brand- och ambulanspersonal som ofta var underbemannad och dåligt tränad under träning och tävling och i slutet av hans förarkarriär så fanns det ett mobilt sjukvårdsteam med sjukstuga och läkare till förfogande vid varje tävling. Hans arbete för bättre säkerhet innebar att Belgiens Grand Prix 1969 på Spa Francorchamps och Tysklands Grand Prix 1970 på Nurburgring ställdes in då förarna vägrade att ställa upp för start då man ansåg att säkerheten var för dålig.     
Stewart inledde sin formel 1-karriär 1965. Han vann sitt första lopp i Italien och slutade sedan trea i förarmästerskapet. Säsongen 1966 vann han i Monaco, vilket var hans enda framgång det året då han var nära döden i en krasch i Belgien där han åkte av och kraschade på första varvet då en häftig regnskur kom som sände halva startfältet av banan. Han fastnade i ett dike och bränsle läckte från hans bil runt omkring honom. Ingen säkerhetspersonal fanns till hjälp utan två andra förare som även dessa kört av hjälpte honom ur bilen då han var halvt medvetslös och satt fast bakom ratten. Stewart lastades sedan i en gammal ambulans som körde fel på väg till sjukhuset, ett sjukhus som sedan visade sig vara stängt när väl ambulansen kom fram. Han sa: "Allt var helt galet, här tävlade jag i en sport på liv och död så nära inpå mig och det fanns ingen som helst säkerhet eller infrastruktur för att förebygga eller hjälpa till när väl olyckan var framme, så jag kände att jag måste göra något åt det." 
Säsongen 1968 körde han en Matra-Ford för Tyrrell och vann två race, däribland ett dimmigt och regnigt lopp på Nürburgring i Tyskland där han vann med fyra minuters marginal. Stewart slutade då tvåa i förarmästerskapet. Säsongen 1969 dominerade han totalt och tog sin första VM-titel och Matra sin första och enda konstruktörstitel. Han vann sex lopp och säkrade titeln med två race kvar att köra.
Säsongen 1970 fortsatte han för Tyrrell i en March, innan han fick köra en Tyrrellbil och vann ett race. Denna säsong blev inte lika framgångsrik för Stewart, som slutade femma i förar-VM. 

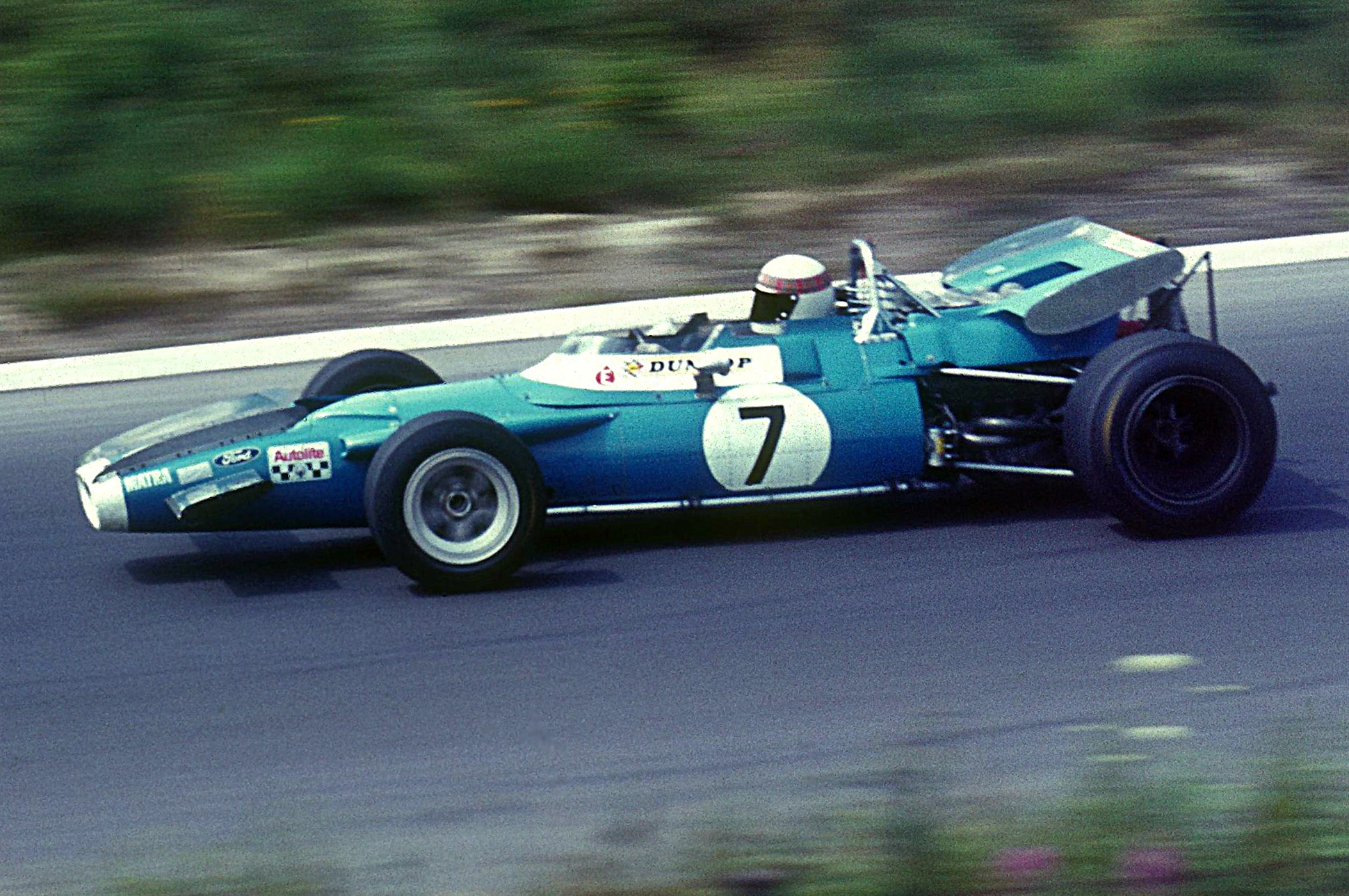
Jackie Stewart i en Matra MS80 i.

Året därpå vann Stewart förar-VM och Tyrrell konstruktörsmästerskapet under deras första hela säsong. Trots sjukdom under säsongen 1972 tog Stewart andraplatsen i mästerskapet bakom Emerson Fittipaldi. Säsongen 1973 slog han Lotusförarna Fittipaldi och Ronnie Peterson och tog förartiteln. Stewart körde dock inte det sista loppet, som skulle blivit hans 100:e, på grund av stallkamraten och vännen François Céverts dödsolycka på Watkins Glen. Stewart slutade därefter att tävla i racing.
Mellan 1972 och 1978 var han ordförande för Formel 1-förarnas fackförening Grand Prix Drivers' Association (GPDA).

## F1-karriär
| Säsong                | Stall/Tillverkare                 | Placering             | Lopp | Poäng | Etta | Tvåa | Trea | Pole | Varv |
| --------------------- | --------------------------------- | --------------------- | ---- | ----- | ---- | ---- | ---- | ---- | ---- |
| 1965                  | BRM                               | 3                     | 10   | 33    | 1    | 3    | 1    |      |      |
| 1966                  | BRM                               | 7                     | 8    | 14    | 1    |      |      |      |      |
| 1967                  | BRM                               | 9                     | 11   | 10    | 3    | 1    | 1    |      |      |
| 1968                  | Tyrrell (Matra-Ford)              | 2                     | 11   | 36    |      |      | 1    |      | 2    |
| 1969                  | Tyrrell (Matra-Ford)              | 1                     | 14   | 63    | 6    | 1    |      | 2    | 5    |
| 1970                  | Tyrrell (March-Ford) Tyrrell-Ford | 6                     | 10 3 | 25    | 1    | 2    | 1    | 4    |      |
| 1971                  | Tyrrell-Ford                      | 1                     | 11   | 62    | 6    | 1    |      | 6    | 3    |
| 1972                  | Tyrrell-Ford                      | 2                     | 11   | 45    | 4    | 1    |      | 2    | 4    |
| 1973                  | Tyrrell-Ford                      | 1                     | 11   | 71    | 5    | 2    | 1    | 3    | 1    |
| Sammanlagt 9 säsonger | Sammanlagt 9 säsonger             | Sammanlagt 9 säsonger | 100  | 359   | 27   | 11   | 5    | 17   | 15   |

| 1. Italien 1965 2. Monaco 1966 3. Nederländerna 1968 4. Tyskland 1968 5. USA 1968 6. Sydafrika 1969 7. Spanien 1969 8. Nederländerna 1969 9. Frankrike 1969 10. Storbritannien 1969 11. Italien 1969 12. Spanien 1970 13. Spanien 1971 14. Monaco 1971 15. Frankrike 1971 16. Storbritannien 1971 17. Tyskland 1971 18. Kanada 1971 19. Argentina 1972 20. Frankrike 1972 21. Kanada 1972 22. USA 1972 23. Sydafrika 1973 24. Belgien 1973 25. Monaco 1973 26. Nederländerna 1973 27. Tyskland 1973 |

| 1. Belgien 1965 2. Frankrike 1965 3. Nederländerna 1965 4. Belgien 1967 5. Tyskland 1969 6. Nederländerna 1970 7. Italien 1970 8. Sydafrika 1971 9. Storbritannien 1972 10. Brasilien 1973 11. Österrike 1973 |

| 1. Monaco 1965 2. Frankrike 1967 3. Frankrike 1968 4. Sydafrika 1970 5. Argentina 1973 |

| 1. Monaco 1969 2. Frankrike 1969 3. Sydafrika 1970 4. Monaco 1970 5. Belgien 1970 6. Kanada 1970 7. Sydafrika 1971 8. Monaco 1971 9. Frankrike 1971 10. Tyskland 1971 11. Kanada 1971 12. USA 1971 13. Sydafrika 1972 14. USA 1972 15. Monaco 1973 16. Frankrike 1973 17. Tyskland 1973 |

| 1. Tyskland 1968 2. USA 1968 3. Sydafrika 1969 4. Monaco 1969 5. Nederländerna 1969 6. Frankrike 1969 7. Storbritannien 1969 8. Monaco 1971 9. Frankrike 1971 10. Storbritannien 1971 11. Argentina 1972 12. Storbritannien 1972 13. Kanada 1972 14. USA 1972 15. Italien 1973 |

## Utmärkelser
- Officer av Brittiska imperieorden,  1 januari 1972[3]
- BBC Sports Personality of the Year Award,  1973[4]
- Segrave Trophy,  1973[5]
- Knight Bachelor,  16 juni 2001[6]

[Redigera Wikidata]